# Экономика Исландии
Экономика Исландии построена по скандинавской модели и является одной из самых развитых в современном мире. Характеризуется низким уровнем безработицы, равномерным распределением доходов и достаточно высокими темпами экономического роста.

## История
Добыча пуха гаг на острове ведется с 874 года и исторически является значимой отраслью экономики (максимальное количество пуха было собрано в 1915 году)
В 1771 году по распоряжению датского короля на остров были завезены первые три северных оленя, в 1777 году - ещё 23, в дальнейшем началось их разведение.
В первой половине 1990-х годов была проведена приватизация, в ходе которой в частные руки перешло два банка, телекоммуникационная компания «Телеком», ряд компаний по оказанию общественных услуг. Всего с 1992 по 1995 годы было приватизировано 26 государственных предприятий, стоимость которых соответствует 4 % ВВП страны. В 1990—2000 годах доходы от приватизации составили 0,4 млрд долларов.
Начавшийся в 2008 году всемирный финансово-экономический кризис сильно ударил по экономике страны, однако, впоследствии произошло восстановление. В 2010 году началось бурное развитие туристической отрасли экономики, что способствовало восстановлению экономики.
ВВП страны в 2017 году составил 16,8 млрд долларов, ВВП на душу населения - 67,5 тыс. долларов (номинальный).

## Статистика
В следующей таблице показаны основные экономические показатели за 1980-2018 года. Инфляция менее 2 % обозначена зелёной стрелкой.
| Год  | ВВП (ППС) (в млрд долл. США) | ВВП на душу населения (ППС) (в тыс. долл. США) | Рост ВВП (реальный) | Уровень инфляции (в процентах) | Безработица (в процентах) | Государственный долг (в процентах от ВВП) |
| ---- | ---------------------------- | ---------------------------------------------- | ------------------- | ------------------------------ | ------------------------- | ----------------------------------------- |
| 1980 | 2,5                          | 10,686                                         | ▲5,7 %              | ▲58,5 %                        | 0,3 %                     | н/д                                       |
| 1981 | ▲2,8                         | ▲12,032                                        | ▲4,3 %              | ▲50,9 %                        | ▲0,4 %                    | н/д                                       |
| 1982 | ▲3,0                         | ▲12,868                                        | ▲2,2 %              | ▲51,0 %                        | ▲0,7 %                    | 29,1 %                                    |
| 1983 | ▲3,1                         | ▲12,931                                        | ▼−2,2 %             | ▲84,3 %                        | ▲1,0 %                    | ▲30,9 %                                   |
| 1984 | ▲3,3                         | ▲13,815                                        | ▲4,1 %              | ▲29,2 %                        | ▲1,3 %                    | ▲32,6 %                                   |
| 1985 | ▲3,5                         | ▲14,630                                        | ▲3,3 %              | ▲32,3 %                        | ▼0,9 %                    | ▼32,1 %                                   |
| 1986 | ▲3,8                         | ▲15,733                                        | ▲6,3 %              | ▲21,3 %                        | ▼0,7 %                    | ▼30,0 %                                   |
| 1987 | ▲4,3                         | ▲17,273                                        | ▲8,5 %              | ▲18,8 %                        | ▼0,4 %                    | ▼27,4 %                                   |
| 1988 | ▲4,4                         | ▲17,553                                        | ▼−0,1 %             | ▲25,5 %                        | ▲0,6 %                    | ▲30,7 %                                   |
| 1989 | ▲4,6                         | ▲18,148                                        | ▲0,3 %              | ▲14,5 %                        | ▲1,7 %                    | ▲35,4 %                                   |
| 1990 | ▲4,8                         | ▲18,884                                        | ▲1,2 %              | ▲15,5 %                        | ▲2,6 %                    | ▲35,6 %                                   |
| 1991 | ▲5,0                         | ▲19,180                                        | ▼−0,2 %             | ▲6,8 %                         | ▼2,5 %                    | ▲37,7 %                                   |
| 1992 | ▼4,9                         | ▼18,763                                        | ▼−3,4 %             | ▲4,0 %                         | ▲4,2 %                    | ▲45,5 %                                   |
| 1993 | ▲5,1                         | ▲19,265                                        | ▲1,3 %              | ▲4,1 %                         | ▲5,3 %                    | ▲52,4 %                                   |
| 1994 | ▲5,4                         | ▲20,239                                        | ▲3,6 %              | ▲1,6 %                         | ▬5,3 %                    | ▲54,9 %                                   |
| 1995 | ▲5,5                         | ▲20,610                                        | ▲0,1 %              | ▲1,7 %                         | ▼4,8 %                    | ▲58,2 %                                   |
| 1996 | ▲5,9                         | ▲21,834                                        | ▲4,8 %              | ▲2,3 %                         | ▼3,7 %                    | ▼55,4 %                                   |
| 1997 | ▲6,3                         | ▲23,084                                        | ▲4,9 %              | ▲1,8 %                         | ▬3,7 %                    | ▼52,2 %                                   |
| 1998 | ▲6,8                         | ▲24,678                                        | ▲7,1 %              | ▲1,7 %                         | ▼2,9 %                    | ▼43,9 %                                   |
| 1999 | ▲7,2                         | ▲25,721                                        | ▲3,9 %              | ▲3,2 %                         | ▼2,0 %                    | ▼39,2 %                                   |
| 2000 | ▲7,7                         | ▲27,098                                        | ▲4,6 %              | ▲5,1 %                         | ▲2,2 %                    | ▼37,5 %                                   |
| 2001 | ▲8,2                         | ▲28,481                                        | ▲3,9 %              | ▲6,4 %                         | ▲2,3 %                    | ▲42,8 %                                   |
| 2002 | ▲8,3                         | ▲28,886                                        | ▲0,6 %              | ▲5,2 %                         | ▲3,1 %                    | ▼39,4 %                                   |
| 2003 | ▲8,7                         | ▲29,939                                        | ▲2,4 %              | ▲2,1 %                         | ▲3,4 %                    | ▼38,4 %                                   |
| 2004 | ▲9,7                         | ▲32,905                                        | ▲8,1 %              | ▲3,2 %                         | ▼3,1 %                    | ▼33,0 %                                   |
| 2005 | ▲10,6                        | ▲35,374                                        | ▲6,4 %              | ▲4,0 %                         | ▼2,6 %                    | ▼24,7 %                                   |
| 2006 | ▲11,5                        | ▲37,322                                        | ▲5,0 %              | ▲6,7 %                         | ▲2,9 %                    | ▲29,3 %                                   |
| 2007 | ▲12,9                        | ▲40,892                                        | ▲9,4 %              | ▲5,1 %                         | ▼2,3 %                    | ▼27,3 %                                   |
| 2008 | ▲13,4                        | ▲41,867                                        | ▲1,7 %              | ▲12,7 %                        | ▲3,0 %                    | ▲67,1 %                                   |
| 2009 | ▼12,6                        | ▼39,657                                        | ▼−6,5 %             | ▲12,0 %                        | ▲7,2 %                    | ▲82,3 %                                   |
| 2010 | ▼12,3                        | ▼38,594                                        | ▼−3,6 %             | ▲5,4 %                         | ▲7,6 %                    | ▲87,8 %                                   |
| 2011 | ▲12,8                        | ▲40,022                                        | ▲2,0 %              | ▲4,0 %                         | ▼7,1 %                    | ▲94,7 %                                   |
| 2012 | ▲13,2                        | ▲41,005                                        | ▲3,9 %              | ▲5,2 %                         | ▼6,0 %                    | ▼92,1 %                                   |
| 2013 | ▲13,9                        | ▲42,953                                        | ▲4,3 %              | ▲3,9 %                         | ▼5,4 %                    | ▼84,3 %                                   |
| 2014 | ▲14,6                        | ▲44,221                                        | ▲2,2 %              | ▲2,0 %                         | ▼5,0 %                    | ▼81,8 %                                   |
| 2015 | ▲15,3                        | ▲46,147                                        | ▲4,3 %              | ▲1,6 %                         | ▼4,0 %                    | ▼67,6 %                                   |
| 2016 | ▲16,7                        | ▲49,683                                        | ▲7,5 %              | ▲1,7 %                         | ▼3,0 %                    | ▼52,4 %                                   |
| 2017 | ▲17,6                        | ▲51,842                                        | ▲3,6 %              | ▲1,8 %                         | ▼2,8 %                    | ▼40,9 %                                   |

## Финансы

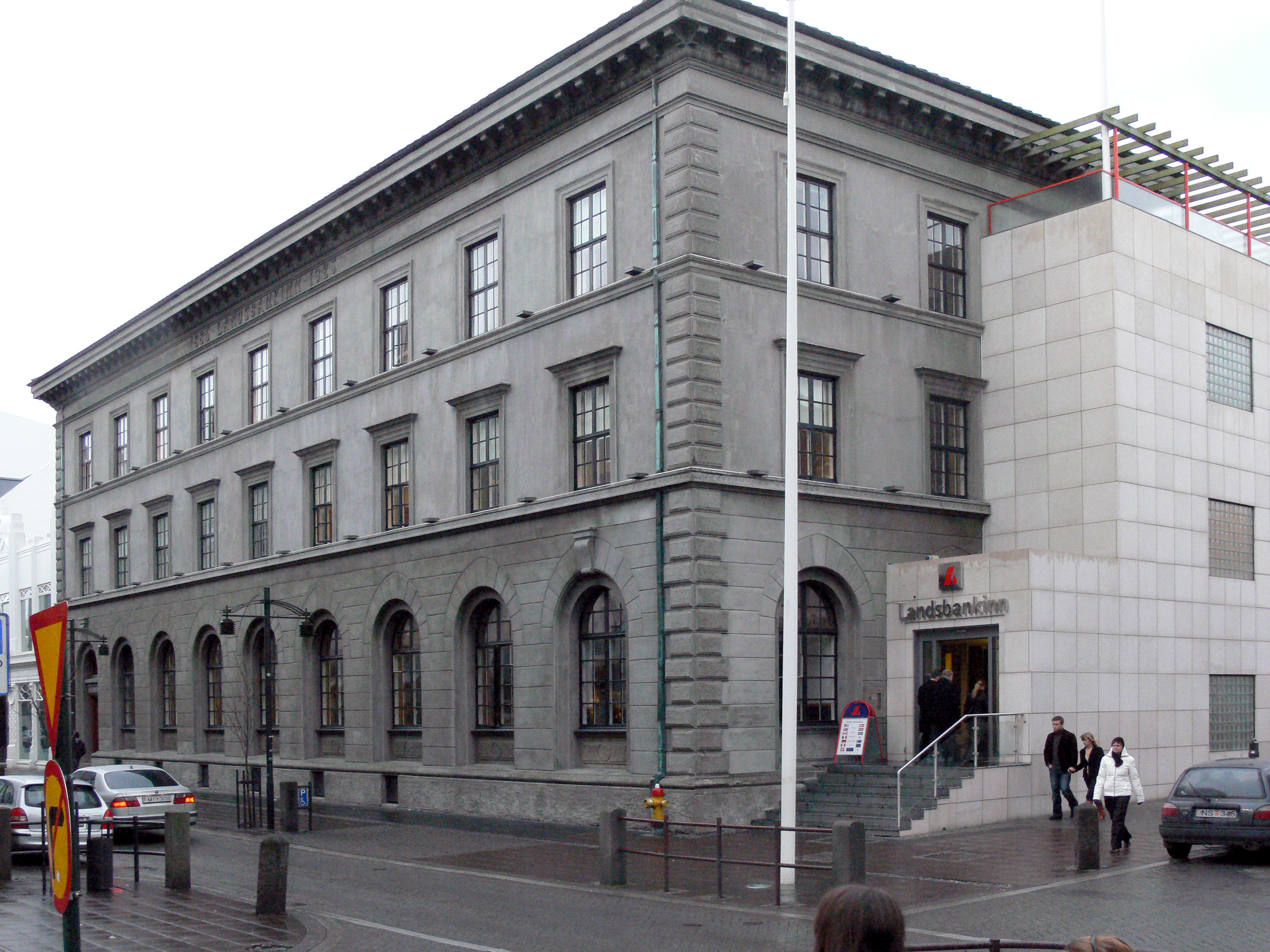
Бывшее здание банка Landsbanki

В конце 1990-х в Исландии началось развитие финансовой системы. Страна, бо́льшая часть ВВП которой приходилась на рыболовство, стала одним из главнейших финансовых центров Европы. Развитие финансовой системы Исландии имело как положительное, так и отрицательное влияние на экономику страны. Положительное влияние заключалось в стимулировании экономики страны в целом, укреплении банковской системы, повышении реальных доходов населения и так далее. Однако такое быстрое развитие привело к так называемой голландской болезни, крайне слабой диверсификации экономики, что и послужило причиной тому, что кризис ударил по этой стране сильнее, чем по другим развитым странам. В 1985 была организована Исландская фондовая биржа, изначально как совместное предприятие некоторых банков и брокерских фирм по инициативе центрального банка Исландии. Рынок финансовых услуг регулируется централизованным органом — Управлением по финансовому надзору Исландии.

### Банковская система
До 2006 года банковская система Исландии была одной из самых развитых в мире. Исходя из исследований, сделанных компанией «Moody’s» в апреле 2006 года, три самых крупных банка страны, Глитнир, Койптинг и Ландсбаунки, были в устойчивом финансовом положении, однако их деятельность оказалась под угрозой некоторых рисков. До финансового кризиса 2008 года, сильными сторонами банковской системы Исландии являлись: диверсификация доходов и расходов по типам бизнеса и по географическому принципу; большая вероятность государственной помощи в случае неблаготворных явлений в банковской системе; хороший финансовый фундамент; высокая эффективность; качественный портфель финансовых обязательств; менеджмент кредитных рисков на высоком уровне; а также адекватный уровень капитализации. До кризиса слабыми сторонами банковской системы Исландии являлись: дисбаланс в экономической и социальной сферах экономики из-за удерживания доходов и расходов на одном уровне и жесткая конкуренция внутри банковской системы страны.

### Денежно-кредитная политика
В Исландии регулятором денежной массы является Центральный банк Исландии, который координирует денежно-кредитную политику страны. Главные задачи Центрального Банка Исландии: стабилизация цен, управление инфляцией и курсом национальной валюты страны. Центральный банк Исландии должен каждый год опубликовать данные о денежной массе страны, а также дать оценку национальной валюте и предсказать инфляцию на три года вперед, исходя из исследований динамики макроэкономических показателей. Главная цель Центрального банка Исландии — стабилизация цен и удерживание инфляции на низком уровне. Интервенция в иностранную валюту допускается только если с помощью её удерживается рост инфляции. Из-за высокого уровня инфляции ставка рефинансирования центрального банка беспрерывно росла до января 2009 года, когда она составляла 18 % и была одной из самых высоких в мире. После того как Центральный банк Исландии несколько раз уточнял ставку рефинансирования, снижая её, в мае 2009 года ставка достигла уровня 13 % (уровень сентября 2006 года), а в третьем квартале 2010 года ставка была снижена до 4,5 %.

### Налогово-бюджетная политика
Основные источники государственных доходов — налоги, таможенные пошлины и прочие платежи. Государство получает значительные доходы от коммерческих предприятий, которыми оно распоряжается, например от почтовой и телефонной, судоходства, а также ряда монополий (продажа алкогольных напитков и табачных изделий). Помимо обычных государственных расходов, правительство Исландии тратит средства на содержание артистов и писателей и на субсидирование сельского хозяйства и различных промышленных отраслей. До 2008 года бюджет страны был профицитным, в отдельные годы был небольшой дефицит. Однако в 2008 году дефицит бюджета Исландии составил 1,4 млрд долларов США.
В программе МВФ по оказании помощи наиболее уязвимым странам мира Исландия занимала одно из главных мест. Хотя и бюджет Исландии всегда имел социальное направление, главной целью налогово-бюджетной политики страны во время кризиса стало повышение социальных расходов. В 2009 году автоматические стабилизаторы действовали с небольшими ограничениями, что означает, что обширная система социальной защиты Исландии помогла смягчить удар для наиболее уязвимых групп. На 2010—2012 годы была запланирована фискальная консолидация, которая имеет своей целью постепенный и упорядоченный возврат к устойчивым уровням заимствования при сохранении принятой Исландией североевропейской модели государства всеобщего благосостояния. С этой целью в бюджете на 2010 год были сохранены ключевые программы социальных расходов и даже были введены новые программы для решения конкретных проблем. Среди новых программ искоренение безработицы среди молодежи и чрезмерной задолженности домашних хозяйств. Теперь в процессе планирования бюджета главное место отводится консультациям с социальными партнерами и достижению консенсуса.
В Исландии существуют девять налоговых ведомств, каждое из которых управляется начальником налогового департамента. В этой стране одни из самых высоких ставок налогов. Так ставка налога на добавленную стоимость в Исландии — 24,5 %. Ставки налога на прибыль в Исландии:
- 37,2 % — для частного предпринимателя;
- 26 % — для партнёрства. Сами партнёры освобождаются от дальнейшего налогообложения в Исландии;
- 18 % — для компании и филиала. Выплачиваемая акционерам прибыль подлежит дополнительному налогообложению по ставке 15 %.

Базой для удержания подоходного налога являются доходы после вычитания взноса в пенсионный фонд. Подоходный и муниципальный налоги взыскиваются наличными, они составляют на 2009 год 37,2 %. Эти налоги удерживаются наличными каждый месяц с зарплаты или других доходов.

Значительную роль играют доходы от государственной собственности, хотя их доля в общих доходах государства упала с 7,1 % в 2003 году до 4,2 % в 2006 году.

## Энергетика
В стране нет запасов извлекаемых  природных энергоносителей. При этом общая энергетическая зависимость является весьма низкой: 88% импорта в 2019 г. составили сырая нефть и нефтепродукты.  Отсутствует использование природного газа.
Исландия — уникальная страна, в которой одно из самых высоких в мире использование  возобновляемых источников энергии (ВИЭ). Так, в течение 2010-2019 гг. это использование составляло от 80 до 87 процентов  первичных энергоносителей. Важная  особенность энергетического хозяйства страны заключается в высокой доле производства и потребления геотермальной энергии.

Энергетическая зависимость Исландии, 1990-2019 гг., проценты

Структура использования первичной энергии в Исландии (по данным Orkustofnun), 1940-2019 гг., проценты

В таблице 1 приведены отдельные статьи топливно-энергетического баланса (ТЭБ) Исландии за 2019 год. 
| Таблица 1. Отдельные статьи ТЭБ Исландии за 2019 г., тыс. тонн нефтяного эквивалента |                                |         |        |                |                                     |                 |           |                |
| Энергоносители                                                                       | Производство первичной энергии | Экспорт | Импорт | Общая поставка | Конечное энергетическое потребление | Промыш-ленность | Транспорт | Другие сектора |
| Электроэнергия                                                                       | --                             | --      | --     | --             | 1567                                | 1281            | 2         | 284            |
| Теплоэнергия                                                                         | --                             | --      | --     | --             | 730                                 | --              | --        | 730            |
| Производные газов                                                                    | --                             | --      | --     | --             | --                                  | --              | --        | --             |
| Природный газ                                                                        | --                             | --      | --     | --             | --                                  | --              | --        | --             |
| Невозобновляемые отходы                                                              | --                             | --      | --     | --             | --                                  | --              | --        | --             |
| Ядерное тепло                                                                        | --                             | --      | --     | --             | --                                  | --              | --        | --             |
| Сырая нефть и нефтепродукты (без биотоплива)                                         | --                             | --      | 909    | 565            | 539                                 | 22              | 338       | 179            |
| Сланец и битуминозный песок                                                          | --                             | --      | --     | --             | --                                  | --              | --        | --             |
| Торф и продукты из торфа                                                             | --                             | --      | --     | --             | --                                  | --              | --        | --             |
| Возобновляемые и биотопливо                                                          | 5327                           | --      | 16     | 5346           | 99                                  | 12              | 21        | 66             |
| Твердое органическое топливо                                                         |                                | --      | 106    | 106            | --                                  | --              | --        | --             |
| Всего                                                                                | 5327                           | --      | 1031   | 6018           | 2934                                | 1315            | 360       | 1259           |
| Доля электроэнергии                                                                  | --                             | --      | --     | --             | 53,41%                              | 97,41%          | 0,56%     | 22,56%         |

Необходимо обратить внимание на другие, по крайней мере,  две  принципиальные особенности функционирования энергетического хозяйства страны. Первая - ВИЭ составляют 100 процентов в производстве первичной энергии. Вторая особенность заключается в одном из самых высоких в мире уровней электрификации.
Электроэнергетический  комплекс Иcландии на конец 2019 год  характеризуется следующими показателями:
Установленная мощность генерирующих источников — 2923,4 МВт; производство электроэнергии-брутто в 2019 году — 19 489 млн кВт∙ч.

Исландия. Структура установленной мощности электростанций по типам за 2019 г., проценты

Исландия. Структура производства электроэнергии-брутто, за 2019 г., проценты

Роль государства в развитии и управлении электроэнергетикой является ведущей и преобладающей. На конец 2019 года доля государственной горизонтально-интегрированной энергетической компании Landsvirkjun , вырабатывающей и реализующей электроэнергию, в установленной мощности — 73,4 %, в производстве электрической энергии — 71,6 %. Компания являлась мажоритарным учредителем системного оператора и оператора магистральных сетей (TSO) Landsnet с долей 64,73 %. В декабре 2022 года правительство приобрело долю Landsvirkjun в компании Landsnet.
Как следует из приведенных диаграмм около 70 % в структуре установленной мощности и выработки электрической энергии приходится на гидроэлектростанции (ГЭС), установленная мощность которых на конец 2019 года 2095,8 МВт, из которых 1991,3 МВт или 95 % — ГЭС, находящиеся на балансе Landsvirkjun. Наибольшей по мощности электростанцией страны является ГЭС Каурахньюкар — 690 МВт.
Что касается геотермальной энергетики следует отметить, что Исландия входит в TOP-10 стран мира по установленной мощности геотермальных электростанций и производству на них электрической энергии.
Геотермальные электростанции страны, их собственники и характеристики представлены в таблице 2
| Таблица 2. Геотермальная энергетика Исландии на конец 2019 г. |                      |                           |                                            |                                               |
| Электрическая станция                                         | Оператор/Собственник | Ввод в эксплуатацию (COD) | Установленная мощность электрическая - кВт | Производство электроэнергии-брутто, тыс.кВт∙ч |
| Reykjanes I/II                                                | HS Orka              | 2006                      | 100 000                                    | 852 663                                       |
| Svartsengi                                                    | HS Orka              | 1977                      | 76 400                                     | 564 826                                       |
| Krafla                                                        | Landsvirkjun         | 1978                      | 60 000                                     | 419 836                                       |
| Þeistareykjavirkjun                                           | Landsvirkjun         | 2017                      | 90 000                                     | 649 037                                       |
| Bjarnarflag                                                   | Landsvirkjun         | 1969                      | 3 200                                      | 15 425                                        |
| Hellisheiði                                                   | Orka Náttúrunnar     | 2006                      | 303 000                                    | 2 468 584                                     |
| Nesjavellir                                                   | Orka Náttúrunnar     | 1998                      | 120 000                                    | 1 045 803                                     |
| Flúðavirkjun                                                  | Small scale          | 2018                      | 600                                        | 1 965                                         |
| Итого                                                         | Итого                | Итого                     | 753 200                                    | 6 018 139                                     |

Ключевые энергетические организации:  Министерство промышленности Исландии; Национальное энергетическое управление  — Orkustofnun; Landsvirkjun — государственная горизонтально-интегрированная энергетическая компания и Landsnet — TSO и системный оператор национальной электрической системы Исландии.

#### Линии электропередач
Линии электропередачи в Исландии считаются одними из самых надёжных в мире. В соответствии с Законом об электроэнергии, оператор системы передачи и системы распределения имеет эксклюзивные права в отношении передачи и распределения соответственно. Исландским системным оператором передачи (TSO) является Landsnet, которая владеет и управляет всей системой передачи, состоящие из линий напряжением  от 33 кВ до 220 кВ. Landsnet отвечает за развитие системы передачи с учетом безопасности, эффективности, надежности и качества поставляемой электроэнергии. Landsnet обладает исключительным правом на строительство новых объектов линий электропередач.
Landsnet запрещается участвовать в каких-либо иных видах деятельности, чем те, которые необходимы для выполнения обязательств в соответствии с Законом об электроэнергетике и Законом об Учреждение Landsnet.

## Промышленность

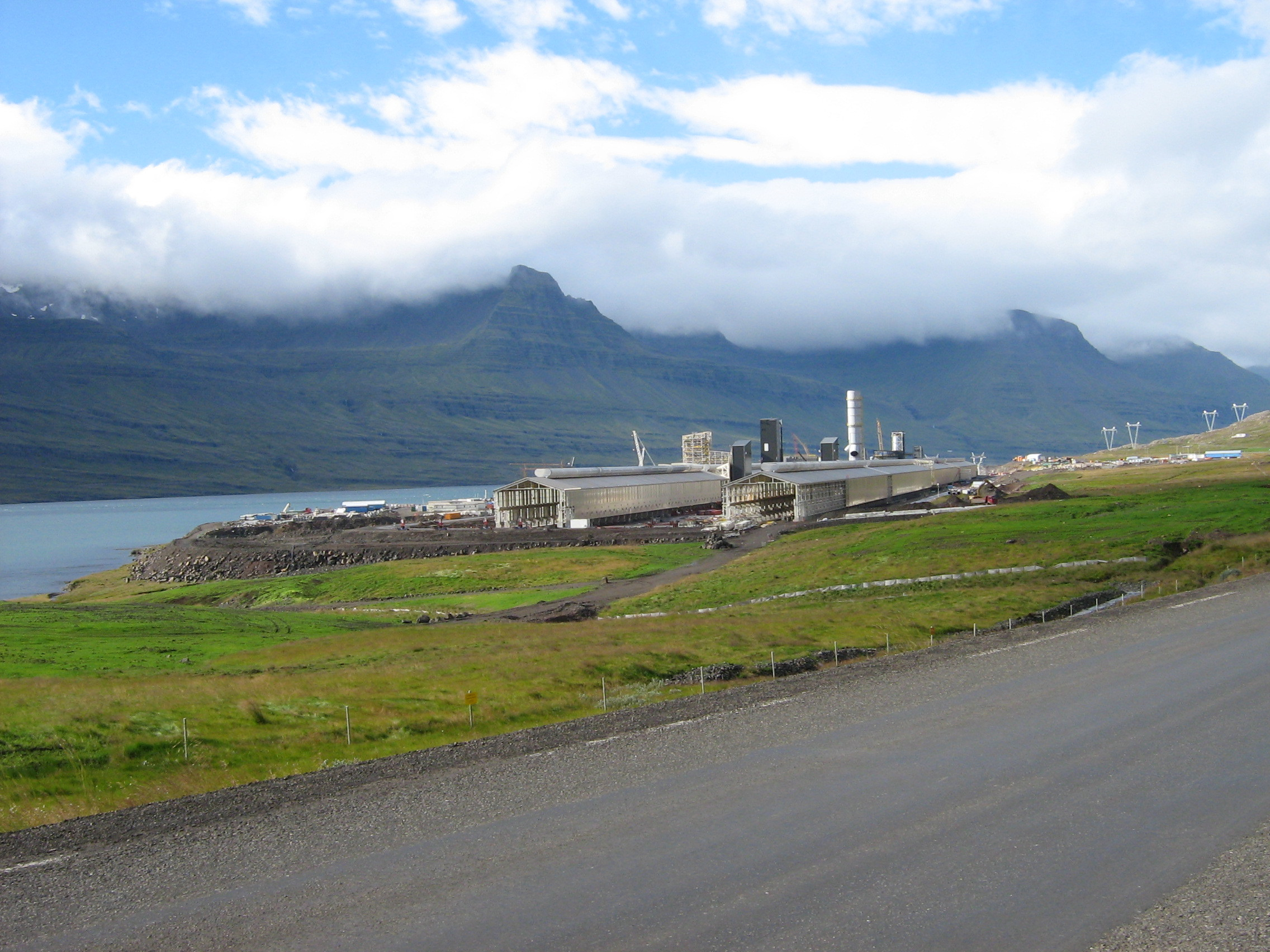
Завод по производству алюминия Alcoa-Fjarðaál

В промышленности Исландии занято около трети населения. В Исландии благодаря дешевой электроэнергии существуют производство алюминия, которое с 2005 по 2015 год увеличилось более чем в три раза, производство кремния и ферросилиция (сплав кремния и железа). Также имеется фармацевтическая промышленность, развита переработка рыбы, имеются судоремонтные заводы, обслуживающие рыболовную отрасль.

## Сельское хозяйство
В Исландии обрабатываются все земли, которые можно использовать в сельскохозяйственных целях, что занимает только 1 % территории страны. При этом только 5 % населения заняты в сельском хозяйстве, а валовая продукция сельского хозяйства составляет только 1,4 % от ВВП (2005 год). При этом нельзя сказать, что сельское хозяйство Исландии — отсталая отрасль. В 2006 году в стране насчитывалось около 4500 ферм, из которых примерно 80 % принадлежали частным лицам. В 2008 году в Исландии было более 130 000 голов крупного рогатого скота, около 460 000 овец, 75 000 лошадей (см. исландская лошадь), около 500 коз, более 4000 свиней и около 200 000 кур.
В последние годы начали развиваться направления сельского хозяйства, которые не были традиционными для этой страны. Так за последние 20 лет сбор урожая пшеницы вырос более чем в 20 раз, составив 11 тысяч тонн.

## Рыбная ловля и другие морские промыслы
Доля рыбных продуктов в экспорте страны составляет 63 %, а среднегодовой улов достигает 1,3 миллионов тонн. В Исландии принят ряд мер по ограничению рыболовецкой деятельности, основанный на индивидуальной переходящей системе квот, которая в совокупности с показателем общего допустимого улова (ТАС) является краеугольным камнем исландской системой управления рыбными ресурсами. Показатель общего допустимого улова устанавливается Морским исследовательским институтом в соответствии с данными о численности косяков. В зависимости от этого показателя между судами распределяется фиксированная доля квоты на улов. Существуют также правила, касающиеся допустимого типа оборудования для лова, в частности минимальные размеры сети. Рыбная ловля с использованием тралов запрещена во многих районах вблизи побережья, которые служат местом нереста и нагула . Предусматривается временное, частичное и окончательное закрытие рыболовных районов нереста рыбы для защиты молодняка.

### Китобойный промысел
Исландия является одной из трёх оставшихся на земле стран где ведётся промышленная добыча китообразных. В 2006 году после попадания в рыболовные сети краснокнижного финвала весом более 60 тонн, вместо того, чтобы как-то остановить повторение подобных эпизодов, правительство Исландии в одностороннем порядке без согласований с МКК разрешило их промышленную добычу; первый финвал после этого разрешения был добыт в атлантическом океане в октябре 2006 года за тысячи километров от берегов Исландии .

## Сфера услуг

### Туризм
Туризм имеет важное значение для экономики страны. В 2016—2019 годах страну в среднем посещали более двух миллионов иностранных граждан ежегодно (около шести инсостранных туристов на одного исландца). Транспортная система, социальная инфраструктура и природная среда страны оказались не готовы к такому притоку туристов, поэтому в исландском обществе началась дискуссия о необходимости введения туристической квоты и платы за посещение туристических объектов.

### Дата-центры
Исландия смогла предложить иностранным инвесторам практически идеальные условия для создания в стране дата-центров (центров хранения и обработки данных, ЦОД): дешевая электроэнергия; низкие температуры, упрощающий процесс охлаждения ЦОД; безопасное расположение; быстрое подключение к энергетическим и информационным сетям; квалифицированная рабочая сила. Совокупная установленная мощность ЦОД Исландии превышает 134 МВт, а расчетное годовое потребление электроэнергии ими находится на уровне 1,18 ТВт*ч.

## Доходы населения
По состоянию на 2016 год средний размер оплаты труда в Исландии составляет 617 000 kr (€4551,18, брутто) и 428 000 kr (€3156,78, нетто) в месяц.